# Eric Brown (Gewichtheber)
Eric Brown (* 27. April 1969) ist ein Gewichtheber aus Amerikanisch-Samoa.
Er nahm zweimal an den Olympischen Spielen teil. 1992 erreichte er in der Gewichtsklasse Mittelschwergewicht den 21. Platz. 1996 wurde er in der gleichen Gewichtsklasse 22.